# Misticanza
La misticanza est un mélange d'herbes autrefois sauvages, de nos jours cultivées, typique de la cuisine traditionnelle du Latium,. Elle se mange en salade, chaude ou froide, mais aussi en soupe.

## Le nom
L'italien misticanza qui signifie mélange, mêler désigne divers mélanges dont le plus souvent la salade composée, mais il désignait aussi:
- une phrase musicale qui combine des mélodies connues (mistichanza composa [5], misticanza ou messanza en italien, ensalada en espagnol, fricassée en français)[6],
- un journal comme la Misticanza de Paolo di Lello Petrone (1434-1447)[7], édité par Francesco Isoldi[8],
- le pain commun qui se vendait autrefois en Italie en pagnotes[9],
- un mélange hétéroclite au sens figuré: est appelée misticanza - salade composée - (de mystifier, remuée) le sermon confus du curé, faite de beaucoup d'herbes de saveurs et d'odeurs diverses[10].
- et enfin au sens propre:  « les frères franciscains préparent la misticanza ici en Ombrie, une salade fraîche pleine d'esprit et délicieuse qui contient trente-trois herbes différentes» (1898)[11].

Saladini désigne un mélange de salades orientales (Amsoï, mizuna, komatsuna, mibuna, etc.), saladisi est un synonyme de misticanza. Mesclun est un mélange de salades cultivées.

## Histoire
Giuseppe Maria Silvio Ierace consacre un développement aux salades «vertes» répandues dans les cuisines méditerranéennes et proche-orientales. En Italie centrale, dans les Abruzzes misticanza est une salade mixte, dans le Latium une salade composée offerte par les frères mendiants lors de leur passage. Insalata di misticanza, ou misticanza d'herbe apparait au XVIIe siècle, mélange d'herbes per fare minestra pour faire de la soupe, ou dans la salade aux herbes mélangées.  Historiquement, dans la région de Castelli-Romani (Latium), le mélange aurait été composé de 21 herbes sauvages dont les moines corrigeaient l'amertume en ajoutant des grains de raisin. En 1805, on rapporte que sœur Claudia de Angelis della Croce (1675-1715) a utilisé pour la salade de la misticanza des feuilles d'artichauts, de rue, d'absinthe et d'autres herbes amères.
Des mélanges d'herbes en soupe sont attestés au Piedmont: minestra d'erbetta, soupe printanière d'herbes sauvages qui aurait été faite de 64 espèces de plantes locales dont cimes de ronce, coquelicot avant floraison, jeunes pousses de lilas d'Espagne.
Des mélanges d'herbes en salade sont donnés par Antoine Risso (1826) alors que Nice appartient au royaume de Sardaigne, il écrit : «Le mesclun est une fort bonne salade, formée d'un mélange des petites tiges et feuilles de la roquette, de la laitue longue et ronde, du cerfeuil, de la pimprenelle, du tabouret (Noccaea rotundifolia) et du cresson alénois.
L'entian sauvage (entian signifiait gentiane, plante amère) est le nom d'un composé des premières tiges et feuilles du papaver rhoeas [coquelicot], picridium vulgare, brasica oleracea, chicorium endivia, hyeracum sanctum, raphanus raphanistrum, chicorium intybus, sochus oleraceus, scabiosa vulgaris, taraxacum oficinale, raphanus landra, allium roseum, anethum foeniculum [fenouil commun], pimpinela saxifraga, etc. que pauvres gens mangent bouilli pendant l'hiver, jusqu'au milieu du printemps, et principalement dans les années de disette».  En provençal (1839) mescla, mesclado signifie mélange, mêler. Mesclo est «un mélange de foin et de paille ou d'autres plantes graminées et fourragères, dont on fait un fourrage pour les bêtes de somme». Le mesclun niçois est un mélange de salades cultivées (qui comprend de la chicorée sauvage cultivée).
De nos jours, la misticanza est cultivée et vendue en sachets, il est composé d'au moins 6 ou 7 variétés de laitue et de chicorée, à Rome: roquette, laitue, chicorée, épinard, cresson, endive, fenouil, vert d'oignon, persil, menthe, ciboulette, pissenlit, roquette sauvage.

## Composition
La composition est essentiellement variable dans la misticanza de cueillette sauvage et diversifiée dans la cultivée avec une adaptation aux époques de culture, aux couleurs du mélange, etc. Le nombre d'herbes qui entre dans la composition varie aussi selon les sources, avec une tendance au superlatif.

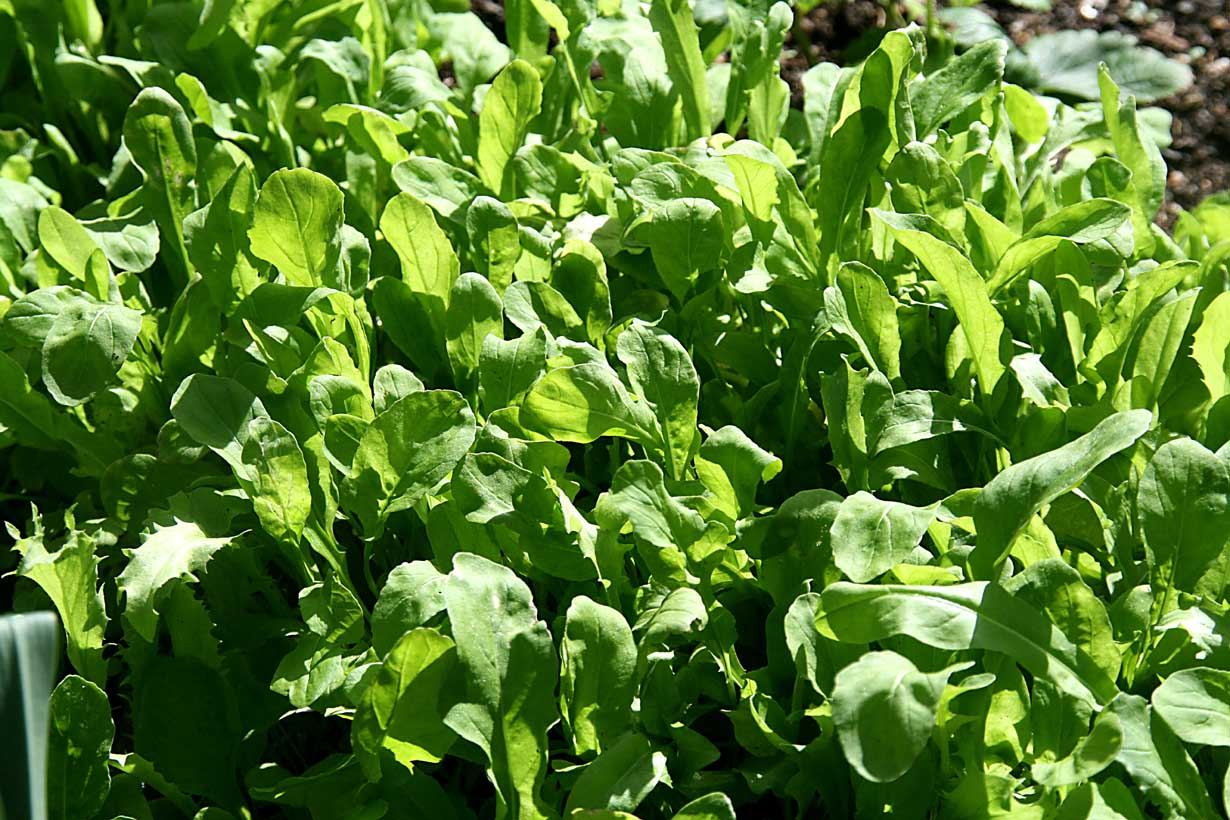
Misticanza de semis

### Misticanza sauvage
Parmi les herbes citées figurent : roquette, anis vert, bourrache, chicorée sauvage, Chicorée naine ou endive sauvage (Cichorium pumilum), fenouil sauvage, picridie (Reichardia picroides), pissenlit, raiponce, raiponce cultivée (Campanula rapunculus), mâche (Valerianella locusta), pimprenelle ou erba noce (Sanguisorba minor), oxalis petite oseille (Oxalis acetosella), soude commune Barba di frate (Salsola soda), laiteron ou grespigno (Sonchus sp.), tordyle des Pouilles (Tordylium Apulum), feuille de pavot (Papaver rhoeas), hellébore d'hiver (Eranthis hyemalis), pourpier.
Spécifiques de la version romaine: Chrysanthème des moissons ou pie di gallo (Chrysanthemum segetum), Silène enflé ou cornetti (Silene vulgaris), chicorée ou mazzocchi (Cichorium intybus), oseille (Oxalys sp. pl.), cresson (Nasturtium officinalis), Chicorée frisée ou indiviola (Chichorium endivia crispum), scarole (Chichorium endivia latifolium), Chondrille à tiges de jonc ou lattughello (Chondrilla juncea),.
Parmi plusieurs de ces espèces, on utilise les feuilles basilaires ou les plantes jeunes en phase de développement végétatif (bourgeons), et aussi les racines de campanule. Anna Del Conte (1988) qui rapporte l'émerveillement de Giangiacomo Castelvetro pour la misticanza sauvage note qu'aucun grand chef n'a reconnu la valeur culinaire de ces humbles plantes.

### Misticanza cultivée

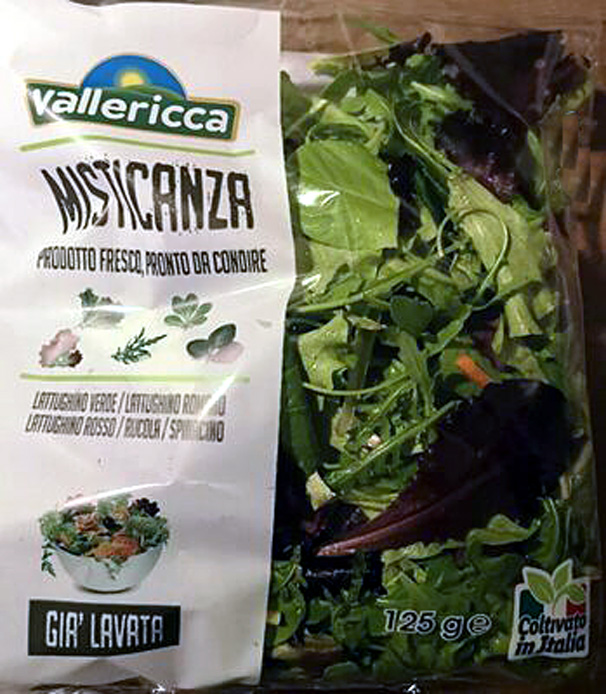
Misticanza en sachet: laitue verte, rouge, romaine, roquette, épinard

La misticanza cultivée est récoltée en jeunes pouces de 7 à 8 cm. On trouve les compositions suivantes: 20 % chicorée de Catalogne, endive romaine, 10 % chicorée frisée, chicorée à feuille lisse, chicorée sauvage, chicorée rouge de Vérone, laitue romaine, laitue blonde, plantain corne-de-cerf. L'offre des semenciers présente du misticanza de laitue, de chicorée, d'automne, des 4 saisons, etc.. Le mélange d'hiver se compose de 25 % de chicorée rouge de Vérone 15 % de Variegata di Chioggia, 10 % chicorée amère blonde et le double de verte foncée, chicorée Mantovana, rouge de Trévize précoce et de chicorée pain de sucre. Et encore: blette, chou, betterave, feuilles de navet, brocoli, mauve, cerfeuil, mâche, barbe de capucin, chou frisé.

### Assaisonnement

#### Misticanza froid
La misticanza est assaisonnée avec de l'huile d'olive, du sel et du vinaigre, des anchois pilés dans un mortier ou hachés, et éventuellement du saindoux fondu sur le feu. On trouve aussi des ajouts de fèves et de pecorino.

#### Misticanza chaud
Il s'agit d'une salade cuite, aillée, servie sur des tranches de pain grillé.

## Accompagnement
On sert la viande séchée avec la misticanza, le thon, le saumon, les fruits de mer, les champignons, les boulettes aux asperges et toujours dans le minestrone. Sans oublier les spaghetti e misticanza (blanchie quelques minutes)